# Eremophysa calamistis
Eremophysa calamistis är en fjärilsart som beskrevs av George Francis Hampson 1905. Eremophysa calamistis ingår i släktet Eremophysa och familjen nattflyn. Inga underarter finns listade i Catalogue of Life.